# Anders Thomas Jensen
Anders Thomas Jensen (Frederiksværk, Dinamarca, 6 de abril de 1972) es un guionista y director de cine danés. Ganó el Óscar al Mejor cortometraje en 1998 por la cinta Noche de elecciones, juntamente con Kim Magnusson. También recibió varias nominaciones a los Óscar por las películas como Ernst & The Light (1996) y Wolfgang (1997).
En 2005 recibió el premio Nordisk Film.

## Filmografía
- Restless Heart (1996)
- Ernst og lyset (1996)
- Davids bog (1996)
- Café Hector (1996)
- De nye lejere (1996)
- Wolfgang (1997)
- Election Night (1998)
- Nøglebørn (1998)
- Babyboom (1998)
- Albert (1998)
- En sjælden fugl (1999)
- The Funeral (1999)
- Mifunes sidste sang (1999)
- In China They Eat Dogs (1999)
- Zacharias Carl Borg (2000)
- The King is Alive (2000)
- Beyond (2000)
- Flickering Lights (2000)
- Count Axel (2001)
- Chop Chop (2001)
- Old Men in New Cars (2002)
- Open Hearts (2002)
- Wilbur Wants to Kill Himself (2002)
- The Green Butchers (2003)
- Skagerrak (2003)
- Rembrandt (2003)
- Brothers (2004)
- Vet Hard (2005)
- Solkongen (2005)
- Adam's Apples (2005)
- Murk (2005)
- After the Wedding (2006)
- Red Road (2006)
- Clash of Egos (2006)
- With Your Permission (2007)
- White Night (2007)
- The Duchess (2008)
- Fear Me Not (2008)
- At World's End (2009)
- Antichrist (2009)
- In a Better World (2010) (writer)
- Mænd og høns (2015)
- Retfærdighedens Ryttere (2020)

## Premios y distinciones
Premios Óscar
| Año  | Categoría          | Película       | Resultado |
| ---- | ------------------ | -------------- | --------- |
| 1997 | Mejor cortometraje | Ernst & lyset  | Nominado  |
| 1998 | Mejor cortometraje | Wolfgang       | Nominado  |
| 1999 | Mejor cortometraje | Election Night | Ganador   |